# Воллд-Лейк (Мічиган)
Воллд-Лейк (англ. Walled Lake) — місто (англ. city) в США, в окрузі Окленд штату Мічиган. Населення — 7250 осіб (2020).

## Географія
Воллд-Лейк розташований за координатами 42°32′14″ пн. ш. 83°28′26″ зх. д. / 42.53722° пн. ш. 83.47389° зх. д. (42.537131, -83.473880).  За даними Бюро перепису населення США в 2010 році місто мало площу 6,12 км², з яких 5,64 км² — суходіл та 0,48 км² — водойми.

## Демографія
Згідно з переписом 2010 року, у місті мешкало 6999 осіб у 3347 домогосподарствах у складі 1771 родини. Густота населення становила 1144 особи/км².  Було 3689 помешкань (603/км²).
Расовий склад населення:
| - 88,7 % — білих - 4,4 % — чорних або афроамериканців - 2,8 % — азіатів - 0,4 % — корінних американців - 1,1 % — осіб інших рас |

До двох чи більше рас належало 2,5 %. Частка іспаномовних становила 3,9 % від усіх жителів.
За віковим діапазоном населення розподілялося таким чином: 19,9 % — особи молодші 18 років, 66,3 % — особи у віці 18—64 років, 13,8 % — особи у віці 65 років та старші. Медіана віку мешканця становила 39,4 року. На 100 осіб жіночої статі у місті припадало 87,4 чоловіків;  на 100 жінок у віці від 18 років та старших — 85,2 чоловіків також старших 18 років.
Середній дохід на одне домашнє господарство  становив 60 473 долари США (медіана — 50 479), а середній дохід на одну сім'ю — 73 397 доларів (медіана — 65 186). Медіана доходів становила 54 609 доларів для чоловіків та 38 017 доларів для жінок. За межею бідності перебувало 8,0 % осіб, у тому числі 10,7 % дітей у віці до 18 років та 5,0 % осіб у віці 65 років та старших.
Цивільне працевлаштоване населення становило 3795 осіб. Основні галузі зайнятості: освіта, охорона здоров'я та соціальна допомога — 18,3 %, виробництво — 18,2 %, роздрібна торгівля — 13,7 %, мистецтво, розваги та відпочинок — 11,5 %.